# Campo da Rata

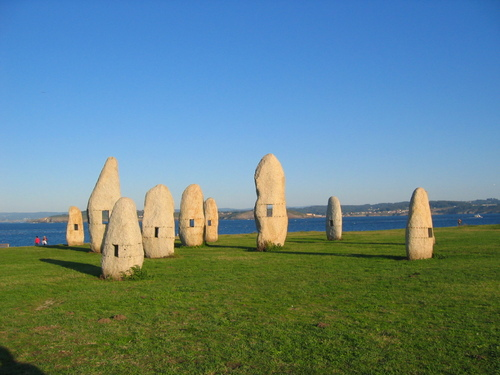
Menhirs per la pau, monument al Campo da Rata realitzat per Manolo Paz

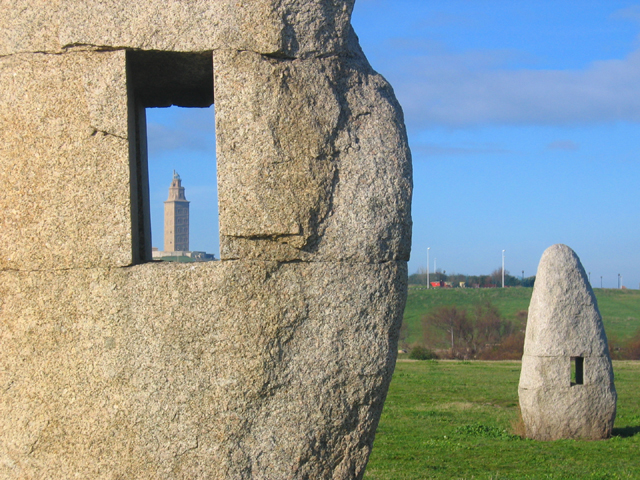
Detall d'un dels menhirs del Campo da Rata

El Campo da Rata (en gallec Camp de la rata) és una extensió de terreny situat a la ciutat de la Corunya (Galícia), molt a prop de la torre d'Hèrcules i les proximitats del barri d'Adormideiras.
Durant el cop d'estat franquista a la Corunya el 20 de juliol de 1936, el governador civil Francisco Pérez Carballo, juntament amb un grup de guàrdies civils i d'assalt va resistir dos dies a l'edifici del Govern Civil. Posteriorment, els revoltats utilitzaren l'indret com a camp d'afusellaments de centenars de republicans, sindicalistes i simpatitzants d'esquerres, generalment "trets" de la presó de la Corunya i "passejats". La major part dels assassinats ho van ser durant l'estiu de 1936, però fins a dates tan tardanes com març de 1937, ja com a judicis formalment "legals" duts a terme per les autoritats franquistes, es van continuar produint afusellaments dels condemnats a mort per "adhesió a la rebel·lió".
L'any 2001 s'hi va inaugurar un monument, similar als grans megàlits prehistòrics, en homenatge a les víctimes de la repressió franquista, dissenyat per Isaac Díaz Pardo. El monument, compost per blocs de granit, en els quals hi ha taques de pintura vermella simbolitzant la sang dels afusellats, té una inscripció que diu:
| « | Inmolados nestes campos fronte ao mar tenebroso por amar causas xustas. Immolats en aquests camps davant del mar tenebrós per estimar causes justes. | » |

| « | Presentes na lembranza do povo e do seu concello da Coruña. Presents en el record del poble i del seu ajuntament de la Corunya. | » |

També hi figuren dos poemes, un de Federico García Lorca i un altre d'Uxío Carré Alvarellos.
Al Campo da Rata, hi ha, a més a més, un conjunt de menhirs realitzats per l'escultor gallec Manolo Paz, inaugurat el 2003, denominat Menhirs per la pau. Cada un dels dotze menhirs té oberta una finestra en el centre.